# فاتح غرب
فاتح غرب با نامِ اصلیِ کاسترِ غرب (انگلیسی: Custer of the West) نام یک فیلم وسترن آمریکایی است که در سال ۱۹۶۷ میلادی منتشر شد.
این فیلم اقتباسی ساختگی از زندگی جرج آرمسترانگ کاستر است.